# Build Up
| Оценки критиков | Оценки критиков |
| Источник        | Оценка          |
| --------------- | --------------- |
| Allmusic        | [ 1 ]           |

Build Up — дебютный сольный альбом Риты Ли, выпущенный в 1970 году ею будучи в составе Os Mutantes. Несмотря на умеренный успех сингла «José (Joseph)», он не смог привлечь внимание слушателей в Бразилии. Из-за возрождения интереса к Os Mutantes, альбом с тех пор приобрёл статус культового, и многие считают его одной из её лучших работ.

## Список композиций
| №  | Название                           | Автор(ы)                   | Длительность |
| -- | ---------------------------------- | -------------------------- | ------------ |
| 1. | «Sucesso, Aqui Vou Eu (Build Up)»  | Арнальдо Баптиста, Рита Ли | 2:44         |
| 2. | «Calma»                            | Арнальдо Баптиста          | 3:15         |
| 3. | «Viagem ao Fundo de Mim»           | Рита Ли                    | 2:48         |
| 4. | «Precisamos de Irmãos»             | Элсио Дикарио              | 2:41         |
| 5. | «Macarrão com Linguiça e Pimentão» | Арнальдо Баптиста, Рита Ли | 3:03         |

| №   | Название              | Автор(ы)                                         | Длительность |
| --- | --------------------- | ------------------------------------------------ | ------------ |
| 6.  | «José (Joseph)»       | Жорж Мустаки; перевод на португальский Нара Леан | 3:07         |
| 7.  | «Hulla-Hulla»         | Элсио Дикарио, Рита Ли                           | 3:07         |
| 8.  | «And I Love Him»      | Леннон — Маккартни                               | 3:04         |
| 9.  | «Tempo Nublado»       | Элсио Дикарио, Рита Ли                           | 2:46         |
| 10. | «Prisioneira do Amor» | Элсио Дикарио                                    | 2:24         |
| 11. | «Eu Vou Me Salvar»    | Элсио Дикарио, Рита Ли                           | 2:31         |

## Участники записи
- Рита Ли: вокал

Специальные гости:
- Рожерио Дюпрат — оркестровые аранжировки
- Os Mutantes
- Александер Гордин (Ланни Гордин) — гитара
- Diogenes — ударные
- Серхио — бас-гитара